# 天主教馬查科斯教區
天主教馬查科斯教區（拉丁語：Dioecesis Machakosensis）是肯亞一個羅馬天主教教區，屬內羅畢總教區。
教區成立於1969年5月29日，包括馬查科斯縣和馬庫埃尼縣。2004年有781,799名教友（佔轄區總人口37.1%）、四十八個堂區、116名司鐸。目前教區主教席位處於出缺狀態。